# Clive Mendes
Clive Patrick Mendes (Oranjestad, Aruba, 10 februari 1969) is een Nederlands honkballer, honkbalcoach en honkbaltrainer.

## Slagman
Mendes, een rechtshandige powerhitter, was befaamd als slagman die gedurende jaren een hoog slaggemiddelde haalde en vele homeruns sloeg. Hij groeide op in Aruba in een gezin met een broer en een Arubaanse moeder wier moeder een Arawak was. Hier speelde hij honkbal in de Arubaanse competitie in de jeugd. Als teenager verhuisde hij met het gezin naar Nederland. Aanvankelijk kwam hij uit voor de Phantoms in Weert in de jeugd maar verhuisde spoedig naar de Eindhovense club PSV waar hij al op jeugdige leeftijd in 1984 en 1985 mee in de toenmalige eerste klasse uitkwam met het eerste herenteam.

## Amerika en hoofdklasse
In het seizoen 1986 kwam Mendes na bij PSV te zijn gescout uit in de Amerikaanse profcompetitie voor de Kansas City Royals. Mendes speelde hierna jarenlang voor het eerste team van de vereniging HCAW in de hoofdklasse. Aanvankelijk kwam hij uit als catcher maar ook speelde hij korte stop en in het buitenveld en werd ingezet als aangewezen slagman. In totaal speelde hij vijftien seizoenen in de hoofdklasse tussen 1988 en 2002. In het seizoen 1994 kwam hij uit voor Quick, de andere veertien seizoenen voor HCAW, waarmee hij met vijf homeruns in de play-offs een van de hoofdverantwoordelijken was voor het behalen van de landstitel in 1996. Ook in 1998 behaalde hij met het team het landskampioenschap. In 2000 behaalde hij met HCAW de Europacup 2. In 2002 speelde hij nog de play-offs tegen Kinheim mee waarin hij met een homerun de winst binnenhaalde in de onderlinge play-offs. Na de wedstrijdenreeks in de play-offs tegen Neptunus beëindigde hij zijn topsportloopbaan. Omdat hij destijds in Amerika was uitgekomen als prof, mocht hij toentertijd niet uitkomen voor het Nederlands honkbalteam.

## Eerbetoon
In 2001 werd Mendes door de KNBSB uitgeroepen tot "Most Valuable Player". Ook was hij zeven jaar de beste slagman van de hoofdklasse. In totaal kwam Mendes 561 wedstrijden uit in de hoofdklasse en behoort hiermee tot de "Club van 500" van spelers die meer dan dit aantal wedstrijden behaald hebben in de hoofdklasse. Als eerbetoon werd in 2003 door de vereniging zijn rugnummer 10 uit de roulatie genomen als "retired number" en werd hij benoemd tot erelid. In 2005 was hij bench coach voor het eerste team van HCAW.

## Coach
Momenteel is hij nog steeds actief betrokken in zijn woonplaats Bussum bij HCAW als adviseur en coach en is een van de clinic slagtrainers van de HCAW Honkbalschool voor de jeugd elk najaar. Ook is hij sinds 2013 trainer/coach van de regioselectie die meedoet aan het NK Junior League namens Midden-Nederland.